# 艾盖劳劳乔
艾盖劳劳乔，是匈牙利佐洛州所辖的一个村，总面积7.03平方公里，总人口303，人口密度43.1人/平方公里（2010年1月1日）。